# William Faulkner
William Cuthbert Faulkner (/ˈfɔːknər/; 25 tháng 9 năm 1897 – 6 tháng 7 năm 1962) là một nhà văn người Mỹ nổi tiếng nhờ những tiểu thuyết và truyện ngắn lấy bối cảnh ở Hạt Yoknapatawpha hư cấu, dựa trên Hạt Lafayette, Mississippi, nơi Faulkner dành phần lớn cuộc đời mình tại đây. Là một người đoạt giải Nobel, Faulkner là một trong những nhà văn nổi tiếng nhất của nền văn học Mỹ và thường được coi là một trong những nhà văn vĩ đại nhất của nền văn học miền Nam.
Faulkner sinh ra ở New Albany, Mississippi, và gia đình ông chuyển tới Oxford, Mississippi khi ông còn là một đứa trẻ. Khi Chiến tranh thế giới thứ nhất nổ ra, ông gia nhập Lực lượng Không quan Hoàng gia Canada, nhưng không chiến đấu trực tiếp. Trở về Oxford, ông theo học Đại học Mississippi và bỏ học sau ba kỳ. Ông chuyển tới New Orleans, nơi ông viết cuốn tiểu thuyết đầu tiên Lương lính (1925). Ông quay lại Oxford và viết Sartoris (1927), tác phẩm đầu tiên của ông lấy bối cảnh ở Hạt Yoknapatawpha hư cấu. Vào năm 1929, ông cho xuất bản Âm thanh và cuồng nộ. Năm tiếp theo, ông viết Khi tôi nằm chết. Vào cuối thập kỷ đó, ông viết Nắng tháng Tám, Absalom, Absalom! và Cọ hoang.
Danh tiếng của Faulkner đạt đến đỉnh cao khi cuốn sách The Portable Faulkner của Malcom Cowley được xuất bản và khi ông được trao Giải Nobel Văn học 1949 "vì những đóng góp độc đáo và có tác động mạnh về mặt nghệ thuật đối với mảng tiểu thuyết hiện đại của Hoa Kỳ." Ông là người đoạt giải Nobel duy nhất sinh ra ở Mississippi. Hai tác phẩm của ông, Một câu chuyện dụ ngôn (1954) và Bọn đạo chích (1962) đã nhận Giải Pulitzer cho tác phẩm hư cấu. Faulkner mất do đau tim vào ngày 6 tháng 7 năm 1962, sau một lần ngã khỏi ngựa vào tháng trước. Ralph Ellison gọi ông là "nghệ sĩ vĩ đại nhất mà miền Nam đã sản sinh ra".

## Danh sách tác phẩm

### Tác phẩm
- Marionettes (Những con rối, 1921), kịch một hồi
- Vision in Spring (1921), tập thơ
- The Marble Faun (Thần điền dã cẩm thạch, 1924), tập thơ
- Soldiers Pay (Lương lính, 1926), tiểu thuyết
- Mosquitoes (Muỗi, 1927), tiểu thuyết
- Sartoris (1929), tiểu thuyết
- The Sound and the Fury (Âm thanh và cuồng nộ, 1929), tiểu thuyết
- As I Lay Dying (Khi tôi nằm chết, 1930), tiểu thuyết
- Sanctuary (Giáo đường, 1931), tiểu thuyết
- Light in August (Nắng tháng Tám, 1932), tiểu thuyết
- War Birds (Cuộc chiến giữa các chú chim, 1933), kịch
- Louisiana Lou (1933), kịch
- Pylon (1935), truyện
- The Road to Glory (Đường tới vinh quang, 1936), kịch bản phim
- Absalom, Absalom! (1936), tiểu thuyết
- The Unvanquished (Bất khuất, 1938), tiểu thuyết
- The Wild Palms (Cọ hoang, 1939), tiểu thuyết
- If I Forget Thee Jerusalem (1939), tiểu thuyết
- The Hamlet (Xóm nhỏ, 1940), tiểu thuyết
- The De Gaulle Story (1942), kịch
- Go Down, Moses (1942), tiểu thuyết
- Battle Cry (1943), kịch
- To Have and Have Not (Có và không có, 1944), kịch bản phim
- Stallion Road (1945), kịch
- The Big Sleep (Giấc mơ vĩnh cửu, 1946), kịch bản phim
- Intruder in the Dust (Kẻ tiếm quyền, 1948), tiểu thuyết
- Collected Stories of William Faulkner (Tuyển tập truyện ngắn của William Faulkner, 1950), tập truyện ngắn, 42 truyện
- Requiem for a Nun (Kinh cầu cho một nữ tu, 1951), tiểu thuyết
- A Fable (Dụ ngôn, 1954), tiểu thuyết
- The Town (Thị trấn, 1957), tiểu thuyết
- The Mansion (Lãnh địa, 1959), tiểu thuyết
- The Reivers (Bọn đạo chích, 1962), tiểu thuyết
- A Green Bough (1965), tập thơ
- Flags in the Dust (1973), tiểu thuyết
- Helen, a Courtship and Mississippi Poems (1981), tập thơ

### Danh mục truyện ngắn
| - Landing in Luck, 1919 - The Hill, 1922 - New Orleans - Mirrors of Chartres Street, 1925 - Damon and Pythias Unlimited, 1925 - Jealousy, 1925 - Cheest, 1925 - Out of Nazareth, 1925 - The Kingdom of God, 1925 - The Rosary, 1925 - The Cobbler, 1925 - Chance, 1925 - Sunset, 1925 - The Kid Learns, 1925 - The Liar, 1925 - Home, 1925 - Episode, 1925 - Country Mice, 1925 - Yo Ho and Two Bottles of Rum, 1925 - Music - Sweeter than the Angels Sing - A Rose for Emily, 1930 | - Honor, 1930 - Thrift, 1930 - Red Leaves, 1930 - Ad Astra, 1931 - Dry September, 1931 - That Evening Sun, 1931 - Hair, 1931 - Spotted Horses, 1931 - The Hound, 1931 - Fox Hunt, 1931 - Carcassonne, 1931 - Divorce in Naples, 1931 - Victory, 1931 - All the Dead Pilots, 1931 - Crevasse, 1931 - Mistral, 1931 - A Justice, 1931 - Dr. Martino, 1931 - Idyll in the Desert, 1931 - Miss Zilphia Grant, 1932 - Death Drag, 1932 | - Centaur in Brass, 1932 - Once Aboard the Lugger (I), 1932 - Lizards in Jamshyd's Courtyard, 1932 - Turnabout, 1932 - Smoke, 1932 - Mountain Victory, 1932 - There Was a Queen, 1933 - Artist at Home, 1933 - Beyond, 1933 - Elly, 1934 - Pennsylvania Station, 1934 - Wash, 1934 - A Bear Hunt, 1934 - The Leg, 1934 - Black Music, 1934 - Mule in the Yard, 1934 - Ambuscade, 1934 - Retreat, 1934 - Lo!, 1934 - Raid, 1934 - Skirmish at Sartoris, 1935 |

| - Golden Land, 1935 - That Will Be Fine, 1935 - Uncle Willy, 1935 - Lion, 1935 - The Brooch, 1936 - Two Dollar Wife, 1936 - Fool About a Horse, 1936 - The Unvanquished, 1936 - Vendee, 1936 - Monk, 1937 - Barn Burning, 1939 - Hand Upon the Waters, 1939 - A Point of Law, 1940 - The Old People, 1940 - Pantaloon in Black, 1940 - Gold Is Not Always, 1940 - Tomorrow, 1940 - Go Down, Moses, 1941 - The Tall Men, 1941 - Two Soldiers, 1942 - Delta Autumn, 1942 - The Bear, 1942 | - Afternoon of a Cow, 1943 - Shingles for the Lord, 1943 - My Grandmother Millard and General Bedford Forrest and the Battle of Harrykin Creek, 1943 - Shall Not Perish, 1943 - Appendix, Compson, 1699-1945, 1946 - An Error in Chemistry, 1946 - A Courtship, 1948 - Knight's Gambit, 1949 - A Name for the City, 1950 - Notes on a Horsethief, 1951 - Mississippi, 1954 - Sepulture South: Gaslight, 1954 - Race at Morning, 1955 - By the People, 1955 - Hell Creek Crossing, 1962 - Mr. Acarius, 1965 - The Wishing Tree, 1967 - Al Jackson, 1971 - And Now What's To Do, 1973 | - Nympholepsy, 1973 - The Priest, 1976 - Mayday, 1977 - Frankie and Johnny, 1978 - Don Giovanni, 1979 - Peter, 1979 - A Portrait of Elmer, 1979 - Adolescence, 1979 - Snow, 1979 - Moonlight, 1979 - With Caution and Dispatch, 1979 - Hog Pawn, 1979 - A Dangerous Man, 1979 - A Return, 1979 - The Big Shot, 1979 - Once Aboard the Lugger (II), 1979 - Dull Tale, 1979 - Evangeline, 1979 - Love, 1988 - Christmas Tree, 1995 - Rose of Lebanon, 1995 - Lucas Beauchamp, 1999 |